# Patrick Deneut
Patrick Deneut (né le 30 janvier 1960 à Wervicq,) est un coureur cycliste belge, actif dans les années 1980 et 1990.

## Biographie
En 1981, Patrick Deneut s'impose sur une étape du Circuit franco-belge chez les amateurs. Il passe ensuite professionnel en 1983 au sein de l'équipe Masta-TeVe Blad-Concorde. Durant ses premières saisons, il se distingue principalement dans des kermesses belges en obtenant trois victoires.
En 1987, il participe au Tour d'Espagne, où il réalise trois tops dix au sprint. L'année suivante, il termine notamment deuxième d'une étape du Tour de la Communauté européenne et septième de Paris-Bourges, sous les couleurs de l'équipe Lotto. Il remporte également le Circuit des frontières en 1989, ou encore la course Binche-Tournai-Binche en 1992. Il poursuit la compétition jusqu'en 1994 avec la structure Palmans-Renault, avant de mettre un terme à sa carrière.

## Palmarès et résultats

### Palmarès par année
- 1981
  - 2e étape du Circuit franco-belge
- 1982
  - Tour de Flandre-Occidentale
  - Deux Jours du Gaverstreek
  - 3e de Gand-Staden
- 1984
  - 3e du Grand Prix de la ville de Vilvorde
- 1985
  - 3e du Circuit du Pays de Waes
  - 3e de l'Omloop van het Meetjesland
- 1988
  - 3e du Circuit Mandel-Lys-Escaut
- 1989
  - Circuit des frontières
  - 3e du Circuit Escaut-Durme
  - 3e du Grand Prix Raf Jonckheere
- 1990
  - 2e de la Ronde des Pyrénées
  - 3e du Circuit des Ardennes flamandes – Ichtegem
- 1992
  - Binche-Tournai-Binche

### Résultats sur les grands tours

#### Tour d'Espagne
1 participation
- 1987 : hors délais (11e étape)